# Енергия (психология)
Вижте пояснителната страница за други значения на Енергия.
Душевната или психичната енергия или активност е концепция на принципна активност, захранваща операциите на ума, душата или психиката. Идеята може да се проследи назад до концепцията на Аристотел за actus et potentia. „Енергия“ тук е употребявано в буквален смисъл на „активност“ или „операция“. Хенри Мор в своята 1642 Psychodia platonica; или платоническа песен за душата дефинирана като „енергия на душата“ като включващ всеки фантазъм на душата. Джулиан Хъксли определя „душевната енергия“ като „движещите сили на душата, както емоционални, така и интелектуални“ (Да живееш в революция xv.192, 1944).
В „Аз и То“ Фройд казва, че То е източник на желанията на личността и по тази причина е психичната енергия, която захранва ума.. Фройд определя Либидото като инстинктивна енергия или сила. По-късно добавя инстинкта за смърт (също съдържащ се в То) като втори източник на душевна енергия.
През 1928 г. Карл Юнг публикува творческо есе озаглавено „За психичната енергия“. По-късно теория на психодинамиката и концепцията за „психичната енергия“ е развита по-нататък от Алфред Адлер и Мелани Клайн.
Точно както физическата енергия въздейства на физически обекти, психологическата енергия въздейства върху психологически същности като мислите. Психологическата енергия и сила са основата за опита да се формулира научна теория според която психологическите феномени са обект на точни закони сродни на това както физическите обекти са свързани със законите на Нютон. Тази концепция за психологическата енергия е напълно отделна и различна форма (или дори противоположна) на мистичната източна концепция за духовната енергия.

## Душевна енергия и физическа енергия
През 1874 концепцията за "психодинамиката" е предложена в публикацията "Лекции по физиология" от немския физиолог Ернст Брюке, който в сътрудничеството с физика Херман фон Хелмхолц, един от формулиралите на Първия закон на термодинамиката (Закон за запазване на енергията), предполага че всички живи организми са енергийни системи също управлявани от този принцип. През тази година Брюке работи във Виеенския университет като супервайзер на студента по медицина първа година Зигмунд Фройд, който приема тази нова „динамична“ физиология. В своите „Лекции по физиология“ Брюке излага наяве радикален възглед, че живите организми са динамични системи, за които могат да се приложат законите на химията и физиката.
Произхода на основния модел на Фройд, основан на химията и физиката, според Джон Боулби израства от Брюке, Майнерт, Бройер, Хелмхолц и Хербарт.